# Agonothète
Dans le monde grec antique, un agonothète (du grec ancien άγών : combat, concours - et τίθεναι : poser, mettre en place) est un magistrat (le plus souvent élu) chargé d'organiser un ou plusieurs concours (agôn) . Il est le plus souvent nommé seul à cette charge, mais on dispose d'exemples de collèges d'agonothètes, comme à Priène au IIe siècle av. J.-C..

## Histoire
En tant qu'organisateur des concours l'agonothète doit principalement garantir la préparation et le bon déroulement des épreuves, ainsi que veiller à l'équité de la compétition pour tous les concurrents. En revanche, contrairement à une idée souvent répétée, le plus souvent il ne fait pas office d'arbitre lui-même : ce rôle est dévolu à des juges, nommés kritai dans les sources. En tant que responsable de la gestion de l'argent reçu et dépensé dans le cadre du concours, il en dresse à l'issue un bilan financier. Il doit notamment préparer les prix remis aux vainqueurs et les leur remettre officiellement le jour du concours.
La création de l'agonothésie à Athènes date de la fin du IVe siècle av. J.-C. : Démétrios de Phalère abolit les deux plus importantes liturgies athéniennes, la triérarchie, devenue inutile compte tenu du retrait d'Athènes de la scène internationale après sa défaite de -322, et la chorégie, et il crée en 316/15 cette nouvelle magistrature, élective, la « présidence des concours » (agonothésie), dont le financement était pris en charge par l'État.
Cependant, de nombreux décrets honorifiques en l'honneur des agonothètes montrent que les sommes engagées volontairement pour compléter celles prises en charge par la cité dépassaient largement le coût de l'ancienne chorégie. Ainsi, en -284/-283 à Athènes, l'agonothète élu, le poète Philippidès, finance une grande partie des dépenses sur ses fonds personnels, voire renonce peut-être à se faire rembourser par la cité les sommes qu'il a avancées. De fait, la dimension liturgique de l'agonothésie s'impose rapidement au cours de l'époque hellénistique, le glissement vers des pratiques évergétiques étant de plus en plus marquée au fil des siècles : financement par l'agonothète de travaux de construction, réparation d'édifices sacrés, entre autres.